# Alcadozo (kommunhuvudort)
Alcadozo är en kommunhuvudort i Spanien.   Den ligger i provinsen Provincia de Albacete och regionen Kastilien-La Mancha, i den centrala delen av landet, 250 km sydost om huvudstaden Madrid. Alcadozo ligger 927 meter över havet och antalet invånare är 789.
Terrängen runt Alcadozo är platt åt nordost, men åt sydväst är den kuperad. Runt Alcadozo är det mycket glesbefolkat, med 5 invånare per kvadratkilometer. Närmaste större samhälle är Pozohondo, 9,9 km nordost om Alcadozo. Omgivningarna runt Alcadozo är i huvudsak ett öppet busklandskap.